# Нейт Томпсон
Нейт Скотт Томпсон (англ. Nate Scott Thompson; 5 жовтня 1984, Анкоридж, США) — американський хокеїст, центральний нападник. Виступає за «Анагайм Дакс» у Національній хокейній лізі.
Виступав за «Сієтл Тандербердс» (ЗХЛ), «Провіденс Брюїнс» (АХЛ), «Бостон Брюїнс», «Нью-Йорк Айлендерс», «Тампа-Бей Лайтнінг», «Аляска Ейсес» (ECHL).
В чемпіонатах НХЛ — 471 матч (44+59), у турнірах Кубка Стенлі — 34 матчі (3+7).
У складі національної збірної США учасник чемпіонатів світу 2012 і 2013 (18 матчів, 3+2).
Досягнення
- Бронзовий призер чемпіонату світу (2013)